# 陈军伟
陈军伟（1957年—），福建建瓯人，汉族，中华人民共和国政治人物、第十二届全国人民代表大会福建地区代表。
毕业于江西冶金学院炼钢专业。加入中国共产党。2013年，担任全国人大代表。